# 4-idrossi-3-metilbut-2-enil difosfato reduttasi
La 4-idrossi-3-metilbut-2-enile difosfato reduttasi è un enzima appartenente alla classe delle ossidoreduttasi, che catalizza la seguente reazione:
isopentenile difosfato + NAD(P)+ + H2O ⇄ (E)-4-idrossi-3-metilbut-2-en-1-ile difosfato + NAD(P)H + H+
dimetilallil difosfato + NAD(P)+ + H2O ⇄ (E)-4-idrossi-3-metilbut-2-en-1-ile difosfato + NAD(P)H + H+
L'enzima è parte di una via alternativa di biosintesi dei terpenoidi (via che non coinvolge il mevalonato). L'enzima agisce nella direzione inversa producendo un miscuglio 5:1 di isopentenile difosfato e dimetilallil difosfato.